# تپه پنج امام ۳
تپه پنج امام ۳ در شهرستان کرمانشاه، بخش کوزران، دهستان سنجابی، روستای چغاکبود واقع شده و این اثر در تاریخ ۲۶ اسفند ۱۳۸۶ با شمارهٔ ثبت ۲۱۷۹۲ به‌عنوان یکی از آثار ملی ایران به ثبت رسیده است.